# Замок Бангор

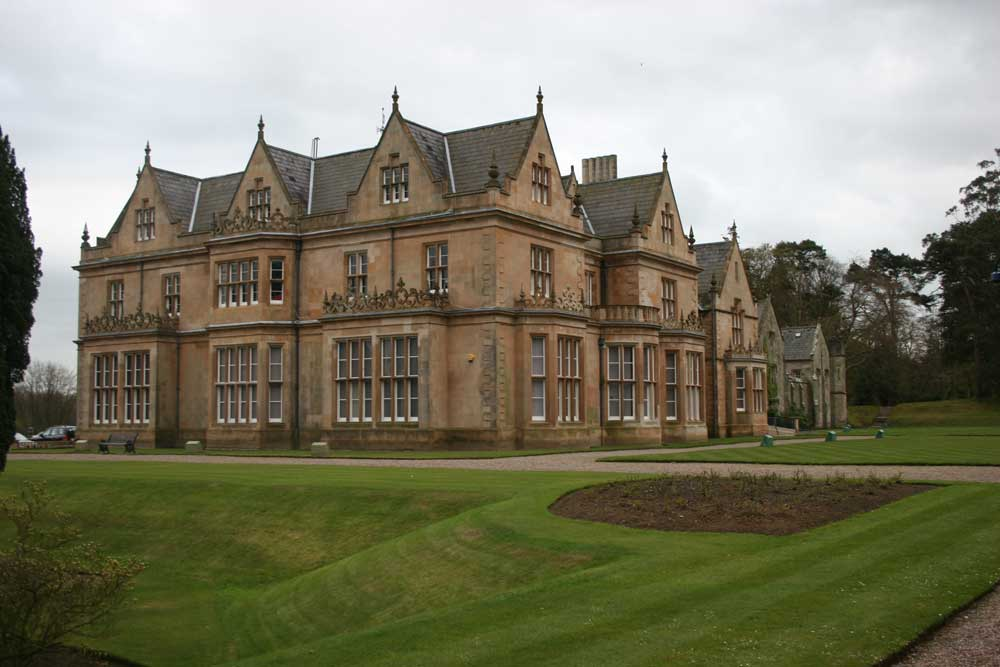
Замок Бангор.

Замок Бангор (англ. Bangor Castle) — один із замків Ірландії, розташований у графстві Даун, Північна Ірландія. Нині в замку розміщуються офіси місцевої влади.

## Історія замку Бангор
Замок є чудовим зразком будівель ірландської шляхти часів королеви Англії Єлизавети І. У замку є 35 спальних кімнат та величезний салон для музичних концертів. Замок примикає впритул до будівлі абатства та монастиря францисканців. Тут був діючий монастир до 1542 року, коли король Англії Генріх VIII розігнав монастирі.
Замок Бангор суттєво перебудував шотландський архітектор Вільям Опік. Перебудову було завершено в 1852 році для Його Високоповажності Роберта Едварда Варда — брата ІІІ віконта Бангор і вищого шерифа графства Даун з 1842 року. Земельні володіння навколо замку охоплювали більше 6000 акрів і включали половину міста Бангор. Єдина дочка Роберта Варда — спадкоємиця земель та замку — Матильда Кетрін Мод вийшла заміж за військового — V барона Кланморіс. Після його смерті в 1916 році леді Кланморіс володіла замком до своєї смерті в 1941 році.
Коли муніципальна влада міста Бангор — міська рада купила замок. Тут якраз для громадських заходів дуже знадобився музичний салон замку. Перше засідання Ради відбулося там майже рівно 100 років після того, як будівля, що нині відома як ратуша була вперше завершена. Міська Рада міста Бангор та рада Північного Дауну і нині засідають у замку.
Сади розбиті родиною Вард у 1840 роках завоювали безліч нагород і нині відкриті для громадськості. У будівлі також знаходиться музей родини Вард та Бінгам. У музеї зберігається Хрест Вікторії, що був присуджений офіцеру — Його Високоповажності Едварду Бінгаму — сину V лорда Кланморіс.